# Campeonato Mundial de Rugby M19 División B de 1985
El Campeonato Mundial de Rugby M19 División B de 1985 se disputó en Bélgica y fue la sexta edición del torneo en categoría M19.

## Equipos participantes
- Selección juvenil de rugby de Marruecos
- Selección juvenil de rugby de Países Bajos
- Selección juvenil de rugby de Polonia
- Selección juvenil de rugby de Suecia
- Selección juvenil de rugby de Suiza
- Selección juvenil de rugby de Túnez

## Posiciones finales
| Pos | Equipo       |
| --- | ------------ |
|     | Polonia      |
|     | Túnez        |
|     | Suecia       |
| 4   | Marruecos    |
| 5   | Suiza        |
| 6   | Países Bajos |

### Campeón
| Bandera de Polonia |
| Campeón Polonia    |
| Primer título      |